# Col de Turini
Col de Turini je průsmyk, ve kterém se jezdí nejslavnější rychlostní zkouška rallye Monte Carlo. Silnice se zde šplhá až do výšky 1607 m.
Rychlostní zkouška, která se zde jezdí, má délku 32 km a vede z městečka Sospel do La Bolléne. Po rychlejší úvodní části následuje techničtější úsek několika prudkých zatáček s názvem Notre-Dame de la Ménour. Po nich následuje další rychlý úsek ukončený dalšími zatáčkami u vesnice Moulinet. Trasa pak vede do lesa a začíná stoupání do prostranství, které dalo zkoušce jméno. Po nejvyšším bodu opět prudce klesá. Zkouška se několikrát jela i v opačném směru.
Rychlostní zkouška se stala slavnou díky noční etapě, které se přezdívalo Noc dlouhých ohňů. Naposledy se noční etapa odehrála na Rallye Monte Carlo 1997. Jeden noční rychlostní test byl pak pořádán i na Rallye Monte Carlo 2002. Na Rallye Monte Carlo 2005 tuto zkoušku vyhrál Roman Kresta.

## Turini v číslech
- 1200 m, které musejí vozy vystoupat ze startu v Sospel až na Col
- 910 m, tolik výškových metrů činí klesání z Col de Turini do La Bollène
- 34 prudkých zatáček
- 104 startů Col de Turini jelo od roku 1962 do 2006

## Rekordy
- Sospel – La Bollène: Petter Solberg / Phil Mills (Subaru Impreza WRC) – Rallye Monte Carlo 2002 – 89,4 km/h
- La Bollène – Sospel: Sébastien Loeb / Daniel Elena (Citroën Xsara WRC) – Rallye Monte Carlo 2005 – 87,4 km/h
- Moulinet – La Bollène: François Delecour / Anne-Chantal Pauwels (Ford Sierra RS Cosworth) – Rallye Monte Carlo 1991 – 86,7 km/h